# École des otages
 (septembre 2022).
Si vous disposez d'ouvrages ou d'articles de référence ou si vous connaissez des sites web de qualité traitant du thème abordé ici, merci de compléter l'article en donnant les références utiles à sa vérifiabilité et en les liant à la section « Notes et références ».
En pratique : Quelles sources sont attendues ? Comment ajouter mes sources ?
 (septembre 2022).
- Si vous ne connaissez pas le sujet, laissez ce bandeau (vous pouvez alors contacter les auteurs).
- Si vous supprimez le contenu mis en cause (vous pouvez préalablement contacter les auteurs),

argumentez précisément cette suppression dans la page de discussion
(un manque de référence n'est pas un argument ; une recherche réelle de référence doit avoir été effectuée, être formellement documentée).
Les écoles des otages sont des établissements scolaires créés par le colonisateur français au Sénégal et au Soudan français où sont recrutés de force les fils de chef et de notables afin de les surveiller et les former pour devenir des auxiliaires du pouvoir colonial. La première école des otages a été créée à Saint-Louis du Sénégal par le gouverneur Faidherbe en 1855.

## Outils d'impérialisme colonial

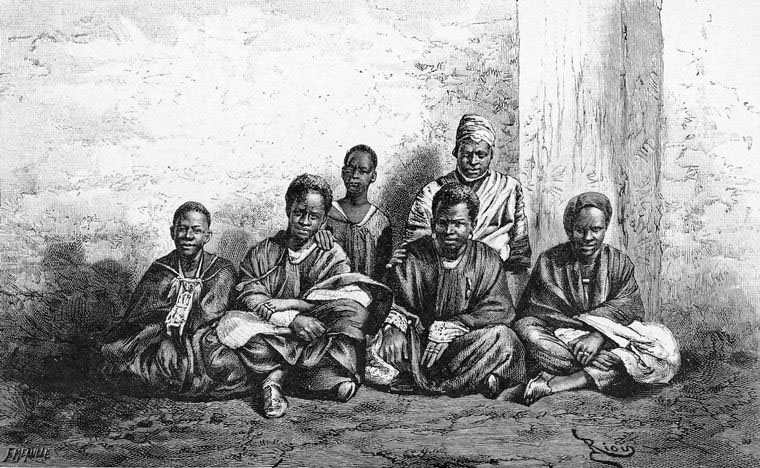
Enfants de l'École des otages créée à Saint-Louis (Sénégal) par Faidherbe (grav. Édouard Riou, 1889).

### Contexte
La colonisation est entraînée par plusieurs facteurs. Il y a d'abord l'aspect économique : les Européens veulent exploiter les ressources du continent africain. Le second aspect est lui plutôt démographique : en voyant la population augmenter de façon importante, les explorateurs veulent découvrir de nouvelles terres pour s'y installer[réf. nécessaire]. Enfin l'un des aspects les plus importants et qui est encore à l'origine de débats aujourd'hui est l'aspect culturel. En effet les conquérants veulent imposer leur mode de vie, croyances et cultures à leur colonies.

### Objectifs de «l'école des otages»
C'est ainsi que « l'école des otages » prend son sens. Elle est destinée aux fils des chefs de village et de notables que le gouverneur a ramenés de ses campagnes militaires. Louis Faidherbe souhaite inculquer à ces enfants la culture et les valeurs françaises. Leur détention permet aussi aux colonisateurs de maintenir un certain ordre, car elle dissuade les familles des « otages » de se rebeller. Elle traduit le besoin de disposer d'une élite africaine éduquée à l'européenne et capable de servir d'interface avec la population. Par la suite, l'école est rebaptisée de façon explicite « école des fils de chefs et des interprètes ». Certains considèrent[Qui ?] qu'elle existe encore aujourd'hui, mais au lieu d'être imposée, elle est enracinée. Cela se traduit par le fait que les parents inscrivent par eux-mêmes leurs enfants dans des écoles qui sont des reproductions de celle du système colonial[Interprétation personnelle ?].

## Histoire
Elle est structurée en 1861[Laquelle ?], puis fermée, faute de budget, le 1er janvier 1872. L'école rouvre ses portes le 31 mars 1892 sous un nom différent : Collège des fils de chefs et d'interprètes.
En 1902 l'établissement s'installe dans un nouvel immeuble situé sur l'avenue Ballay. L'année suivante il compte 59 élèves.

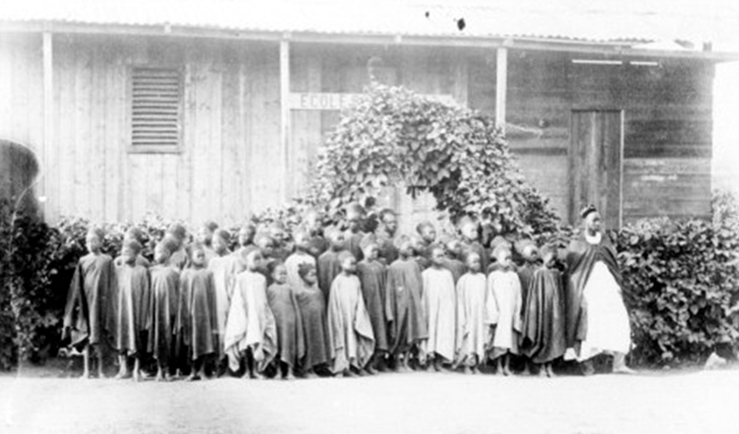
Enfants de l'École des otages créée à Kayes (Mali) par Gallieni

Le colonel Gallieni crée à son tour[Quand ?] une École des otages à Kayes au Mali.

## L'école des otages au Soudan Français et au Sénégal

### Au Soudan français (Mali actuel)
À la fin du XIXe siècle, le Soudan français est dirigé par des forces militaires. Kita voit en 1884 la première école se créer. L'entrée des Français au Soudan leur fut facile et rapide. La première difficulté qu'ils rencontrèrent fut la langue et la communication avec les populations locales[réf. nécessaire]. De plus les interprètes sur place n'étaient pas en mesure de faciliter la communication, eux-mêmes ne maîtrisant pas la langue du Soudan[Laquelle ?], et même leur maitrise de la langue française était approximative. 
Ce sont tous ces éléments qui poussent les colonisateurs à ouvrir les premières écoles. L'école qui devait servir à apprendre la langue française devint rapidement un outil d'impérialisme. Les recommandations du lieutenant-colonel Humbert le prouve : « L'avenir du Soudan français dépend en grande partie de la façon plus ou moins heureuse dont nous aurons façonnés les populations qui le peuplent ...»[réf. nécessaire]. Ce projet vient directement de Paris. C'est Joseph Gallieni qui eut l'idée d'inculquer le français à chaque poste par un sous-officier. Les débuts furent difficiles pour les écoles.
À Kita par exemple, les élèves qui devaient être présents à la rentrée ne l'étaient pas. Ce n'est que huit jours plus tard que tout rentra dans l'ordre avec une coopération hypocrite des parents[non neutre], pas très favorables, mais contraints d'accepter au vu des avantages offerts à leurs enfants, notamment sur le plan de la santé. En 1888, il existe quatre écoles au Soudan : à Kayes, à Bamako, à Koundou et à Bafoulabé. Toutes ces villes constituaient des postes relativement riches[réf. souhaitée]. Fin 1889, le recrutement des élèves et le financement des écoles est beaucoup plus facile. Cependant, certains commandants chargés de s'occuper des enfants n'en étaient pas capables, ainsi leur enseignement du français était ralenti. 
Le matériel scolaire manque en grande partie. Les commandants supérieurs s'occupèrent ensuite de ravitailler les écoles. Le matériel fourni restait dans l'esprit de « l'école des otages », puisqu'il était similaire à celui utilisé dans les écoles de Paris, comme les matières qui y étaient étudiées comme l'arithmétique et l'histoire de France. Le niveau des élèves est relativement bon[réf. nécessaire]. Une majeure partie des élèves est conservée, l'autre est renvoyée. Ils n'avaient pas le droit de parler dans une autre langue que le français, afin d'améliorer leur pratique et qu'ils perdent l'habitude d'employer leur langue maternelle. Au bout d'un an les colons se mettent à y puiser le personnel dont ils avaient besoin, pour le télégraphe ou au poste d'interprète. En 1890, les écoles de postes sont officiellement supprimées. Les enfants ne sont pas pour autant rendus à leurs parents. Sont maintenus les enfants les plus doués et ceux qui constituent un intérêt politique, d'autres sont pris comme stagiaires. Dans l'autre moitié de la décennie, l'école passe sous le contrôle d'Edgard de Trentinian. À cette époque les écoles connaissent des résultats médiocres[réf. nécessaire]. On dénombre 5 types d'écoles, l'école dirigée par un instituteur européen, l'école de cercle, l'école professionnelle où les élèves apprennent un métier manuel, l'école des missionnaires dont le rôle est d'introduire le christianisme aux dépens de l'islam .

### Au Sénégal
On voit le même phénomène arriver au Sénégal, d'abord dans la ville de Saint-Louis en 1855. Au Sénégal, les chefs envoient des esclaves dans les écoles au lieu d'y envoyer leurs enfants, en effet ceci provoquera une ascension sociale de ces derniers. Louis Faidherbe encourage les fonctionnaires et les missionnaires à maitriser dans un premier temps un minimum les langues locales. Faidherbe conquit le Sénégal militairement en affrontant El Hadj Omar. Il cherche après la conquête à pacifier et éteindre les tensions avec les chefs traditionnels locaux, et à former des interprètes qui servent d'intermédiaires entre les deux parties. Tout ceci constitue un programme de colonisation où l'école joue un rôle important. Ici aussi comme pour le Soudan français, la langue française est imposée comme seule langue. L'école de Saint-Louis vit ses portes se fermer en 1871 pour se rouvrir en 1893 où elle prend une appellation plus diplomatique, « l'école des fils de chefs et des interprètes ». Dans le but d'attirer les enfants de religions musulmanes, Faidherbe crée en 1857 une école laïque. Il ouvre ensuite des écoles primaires dans les autres communes, Saint-Louis voit une école secondaire s'ouvrir en 1884. Les écoles veillaient à l'assimilation des normes européennes, les livres étaient des livres français comme au Soudan Français. Ainsi la culture sénégalaise précoloniale était mise de côté. Les élèves se retrouvaient souvent en difficulté[réf. souhaitée] en vertu des normes traditionnelles et religieuses qui leur avaient été inculquées et qui ne concordaient pas avec les normes françaises. Il arrivait qu'une fois diplômés les étudiants ne se soucient plus réellement de leur propre culture[non neutre]. Ils se qualifient d'« assimilés » ou d' « évolués », certains d'entre eux se retrouvent même citoyens français.

### Anciens élèves
- Yoro Dyao